# Беzумные Усилия
«БеZумные Усилия» — российская грув-метал-группа, образованная в 2002 году в городе Москва Романом Шугаевым. Распалась в 2009 году, возобновив деятельность в 2014-м.

## История
Дебютный альбом «Тяжелая жизнь» (Jagi Jagi Records) вышел в 2004 году. Выпуск альбома был поддержан концертами в Москве и других городах. 
Второй альбом «Стирая грани» (SoundAge Prod., (p) 2006), был записан на студии Moscow Sound. Релиз номинировался на звание «Лучшего альбома года» по версии телеканала A-One (премия RAMP — Russian Alternative Music Prize).
После выхода второго альбома БеZумные Усилия провели концерты в Москве и других городах России, выступили на российском фестивале «НАШЕСТВИЕ», ежегодно проводящимся «Нашим Радио», сняли свой первый видеоклип (композиция «Стирая грани», Extreme Video 2006), а также приняли участие в фестивале «Обойма».
В 2007 году группа издала третий альбом «Спираль молчания» (Sound Age Prod., (p) 2007).
В середине 2007 года коллектив приступил к работе над четвёртым альбомом «Огни неизвестности», однако работа затянулась, и релиз вышел лишь в январе 2009 года. Выход альбома был поддержан гастрольным туром.
Внутренние разногласия, возникшие в коллективе в конце 2009 года, привели к прекращению деятельности группы. В 2014 году группа возобновила деятельность почти в том же составе, за исключением ударника Владимира Мучнова.
В 2018 году вышел новый сингл группы под названием «Город Грехов». 
23 сентября 2022 года на лейбле «Правда Музыка» вышел сингл «Сквозь время», также лейбл переиздал все ранние альбомы на цифровых платформах. 
12 декабря 2022 года группа представила на радио Maximum в передаче Heavy Monday кавер на композицию No Way Out группы Bullet for my Valentine. 
Весной, 19 мая 2023 года, вышел сингл «Левиафан», а осенью, 22 сентября, еще один сингл «Лабиринт», который также был презентован в передаче Heavy Monday. 
14 ноября 2023 группа дала большой сольный концерт в клубе «16 тонн», где презентовала грядущий сингл «Мой легион».
28 апреля 2024 года группа сообщила о том, что скончался бывший соло-гитарист группы Михаил «Граф» Евграфов

## Дискография
- 2004.00.00 «Тяжёлая Жизнь», альбом (Jagi Jagi Records, Правда Музыка)
- 2006.02.20 «Стирая Грани», альбом (Sound Age Productions, Правда Музыка)
- 2007.03.22 «Спираль Молчания», альбом (Sound Age Productions, Правда Музыка)
- 2009.01.28 «Огни Неизвестности», альбом (Sound Age Productions, Правда Музыка)
- 2018.02.12 «Город Грехов», сингл (Правда Музыка)
- 2022.10.22 «Сквозь Время», сингл (Правда Музыка)
- 2022.12.09 «No Way Out (Bullet for Valentine cover)», сингл (самиздат)
- 2023.05.19 «Левиафан», сингл (Правда Музыка)
- 2023.09.22 «Лабиринт», сингл (Правда Музыка)

## Состав группы
- Роман Шугаев — вокал;
- Александр Сычёв — гитара, бас;
- Александр Аверьянов — ударные.

## Бывшие участники
- Владимир Мучнов — ударные;
- Алексей Юнушкин — ударные;
- Игорь Туов — ударные;
- Александр Стрельников — гитара;
- Егор Аверьянов — гитара;
- Иван Сергеев — гитара;
- Дима Terr — гитара;
- Михаил Евграфов — гитара;
- Илья Борисов — бас;
- Павел Бадюля — бас;
- Антон Гарасиев — бас;
- Максим Ямпольский — бас;
- Илья Афанасьев — бас;
- Иван Изотов — бас;
- Евгений Семилетов — бас;
- Владимир Молчанов — клавишные, семплирование.